# هند آزاد
حکومت موقت هند آزاد (هندی: आर्ज़ी हुक़ूमत-ए-आज़ाद हिन्द; اردو: عارضی حکومتِ آزاد هند; نپالی: आजाद हिन्द) یا، هند آزاد یک دولت موقت هندی بود که در ۱۹۴۳ در شرق راج بریتانیا (هند تحت حکومت بریتانیا) تأسیس شد و تحت حمایت امپراتوری ژاپن قرار داشت.

## پس از شکست ژاپن

اختلافات مرزی هند

هند مستعمره هند بریتانیا در پایان جنگ جهانی دوم، از نظر اقتصادی - اقتصادی و سیاسی، کاملاً برای وجود یک کشور - ملی مستقل آماده بود. سرمایه‌داری در هند ریشه‌های عمیقی گرفت و بورژوازی ملی قبلاً به عنوان یک طبقه توسعه یافته بود، نه تنها از نظر اقتصادی قدرتمند بود، بلکه از نظر سیاسی نیز به خوبی سازمان یافته بود.
پس از جنگ جهانی دوم، شورش‌های ضد انگلیسی در هند به شدت قوت گرفت. ۱۹۴۵–۱۹۴۶ موجی از اعتصابات سراسر کشور را فرا گرفت که به ویژه در کلکته، بمبئی، دهلی و بنارس صورتی خشن به خود گرفت. نبردهای واقعی در خیابان‌ها جریان داشت که در آن صدها نفر کشته و زخمی شدند. در مجموع در سال ۱۹۴۶ حدود ۲ میلیون کارگر و کارمند در جنبش اعتصاب شرکت کردند. شورش‌ها در ارتش و نیروی دریایی آغاز شد، که بالاترین نقطه آن قیام ملوانان در بمبئی در ۱۹ تا ۲۳ فوریه ۱۹۴۶ بود، که در طی سرکوب آن مقامات استعمار بیش از سیصد نفر را کشتند و بیش از ۱۵ هزار نفر را زخمی کردند. از نیمه دوم سال ۱۹۴۶، خیزش‌های ضد فئودالی مستاجران دهقان در کشور آغاز شد و خواستار کاهش اجاره بها و حذف بدهی به صاحبان زمین شد. در همان زمان، جنبش اقلیت‌های ملی برای حقوق شهروندی گسترش یافت.
همه این عملکردها دولت کار انگلیس را مجبور به مانور کرد. استعمارگران انگلیس، برخلاف فرانسوی‌ها، هلندی‌ها، بلژیکی‌ها و پرتغالی‌ها، ترجیح دادند به رهبران جنبش استقلال‌طلبی هند مقام سلطنت را اعطا کنند. در همان زمان، آنها شورش‌های هندو-مسلمان را برانگیختند. با این حال، مبارزات آزادی‌خواهانه چنان مقیاسی به خود گرفت که مانور استعمارگران دیگر نتایج مورد انتظار را به همراه نداشت.
ٌ
استقلال هند
تحت این شرایط، انگلیسی‌ها به پیشنهاد رهبران اتحادیه مسلمانان، از تقسیم هندوستان بر اساس ویژگی‌های قومی-ملی صحبت کردند. حداقل دو طرح برای چنین بخشی تهیه شد - برنامه وینستون چرچیل نخست‌وزیر سابق انگلیس و طرح دریاسالار لوئیس مونتباتن آخرین نایب‌السلطنه هند. طبق برنامه چرچیل، هندوستان قرار بود به سه سلطه تقسیم شود اما طبق برنامه لوئیس مونتباتن، هندوستان قرار بود فقط به دو سلطه تقسیم شود: اتحادیه هند و پاکستان، در پایان، این طرح بود که در عمل اجرا شد.
در تاریخ ۱۵ اوت ۱۹۴۷، دو سلطه جدید بر روی نقشه جهان ظاهر شد - اتحادیه هند و پاکستان. احزاب بورژوازی هند با تقسیم کشور موافقت کردند، در حالی که نیروهای چپ و دموکرات، از جمله حزب کمونیست هند، خواستار ایجاد یک کشور مستقل واحد شدند. در ۲۶ ژانویه ۱۹۵۰، با موافقت عمومی مردم، هند به عنوان جمهوری مستقل اعلام شد. راجندرا پراساد به عنوان اولین رئیس‌جمهور کشور انتخاب شد، جواهر لعل نهرو نخست‌وزیر شد.
استقلال پاکستان
در مورد پاکستان، این کشور فقط در مارس ۱۹۵۶ به عنوان جمهوری اسلامی اعلام شد. قائد اعظم محمد علی جناح اولین فرماندار کل و سپس نخست‌وزیر پاکستان مستقل شد.
استقلال گوا
در سرزمین هند مستقل تا پایان سال ۱۹۶۱، مستعمره گوا در هند پرتغال، متشکل از قلمروی گوا، بخش دیو و بخش دامان (هند) وجود داشت. علیرغم درخواستهای مکرر دولت هند، استعمارگران پرتغالی حاضر به موافقت با پیوستن مجدد گوا با جمهوری هند نشدند. دولت آنتونیو ده الیویرا سالازار (۱۰۰مین نخست‌وزیر پرتغال) تعداد نیروهای مسلح خود را در گوا افزایش داد و اقدامات تحریک‌آمیز زیادی علیه هند مستقل انجام داد. در نتیجه، در ۱۸ دسامبر سال ۱۹۶۱، نیروهای هندی وارد خاک گوا، بخش دیو و بخش دامان (هند) شدند. کل کارزار آزادسازی گوا چند روز به طول انجامید، زیرا نیروهای هندی با مقاومت جدی نظامی روبرو نشدند و مردم گوا و گروه‌های شورشی از آنها پشتیبانی کردند. پرتغال تلاش کرد تا این منازعه را بین‌المللی کند و با حمایت ایالات متحده بحث در مورد گوا را در سازمان ملل آغاز کند. اتحاد جماهیر شوروی با وتو دادن به پیش نویس قطعنامه ای در شورای امنیت در محکومیت اقدامات دولت هند، از هند پشتیبانی دیپلماتیک کرد.
استقلال بنگلادش
تقسیم هندوستان به دو ایالت باعث بروز بسیاری از مشکلات سرزمینی جامو و کشمیر، تا حدودی پنجاب و موقعیت هندوها و مسلمانان شد. در طول به اصطلاح جنگ استقلال بنگلادش در سال ۱۹۷۰–۱۹۷۱، که در نتیجه تشدید تضادهای بین نژادی بین جمعیت اصلی پاکستان غربی (پاکستان امروزی) و پاکستان شرقی (بنگلادش امروزی) و بنگال شرقی (بنگلادش کنونی) همچنین وقوع یک قتل‌عام دیگر هندوها و عدم توانایی رژیم ژنرال یحیی خان (سیاست‌مدار پاکستانی و سومین رئیس‌جمهور پاکستان) در حل و فصل مسالمت آمیز درگیری، رهبری اتحادیه خلق بنگال شرقی، خروج بنگال شرقی از پاکستان شرقی را اعلام و تشکیل جمهوری خلق بنگلادش را اعلام کرد. در ۱۲ ژانویه ۱۹۷۲، قانون اساسی موقت تصویب شد؛ شیخ مجیب‌الرحمن، رهبر اتحادیه عوامی بنگلادش، که از زندان پاکستان بازگشت، رئیس دولت شد.